# Trochalus bohemani
Trochalus bohemani är en skalbaggsart som beskrevs av Gerstaecker 1867. Trochalus bohemani ingår i släktet Trochalus och familjen Melolonthidae. Inga underarter finns listade i Catalogue of Life.